# Henry Red Allen

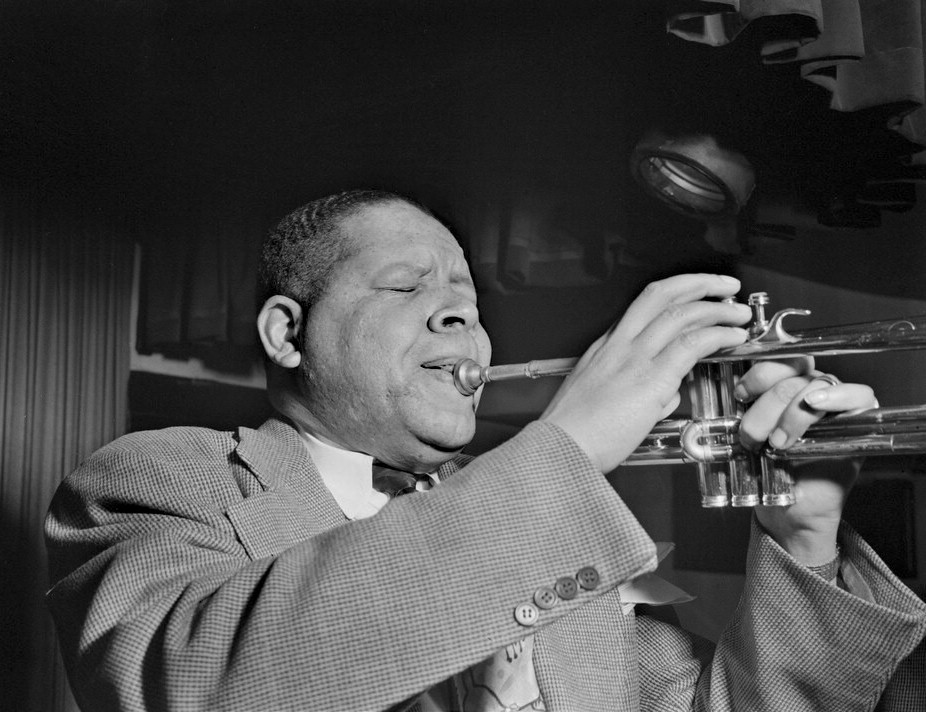
Henry Red Allen (um 1946; Foto: William P. Gottlieb)

Henry James „Red“ Allen (* 7. Januar 1908 in New Orleans, Louisiana; † 17. April 1967 in New York City, New York) war ein US-amerikanischer Jazz-Trompeter. In den 1920er Jahren galt er „als einer der besten und strahlendsten Trompeter“. Er erhielt 1929 bei Victor einen Plattenvertrag, da ihn das Label „als Antwort auf Louis Armstrong“ aufbauen wollte.

## Leben und Wirken
Der Sohn des Bandleaders Henry Allen senior (1877–1952), der eine bekannte Brassband in Algiers (gegenüber New Orleans auf der anderen Flussseite) leitete, lernte Trompete bei Peter Bocage und Manuel Manetta. Zunächst spielte Red Allen in der Brass Band seines Vaters, dann in der Excelsior Brass Band und in den Tanzbands von Sam Morgan, George Lewis (1923), John Casimir und Captain John Handy (1925). Dann arbeitete er auf den Raddampfern bei Sidney Desvigne. Mit den Dixie Syncopators von King Oliver ging er 1927 nach Chicago und dann nach New York, wo er auch bei Clarence Williams arbeitete, mit dem er auch auf ersten Einspielungen zu hören ist. Er kehrte noch einmal auf den Mississippi zurück, um bei Fate Marable zu spielen.
1929 erhielt er einen Plattenvertrag und zog nach New York, wo er mit der Band von Luis Russell auftrat. Ab 1933 war Allen Mitglied der Bands von Fletcher Henderson und Lucky Millinder sowie der Mills Blue Rhythm Band, bevor er 1937 zur Band von Luis Russell zurückkehrte, die dann die Begleitband von Louis Armstrong wurde.
Neben den Aufnahmen mit den verschiedenen Bands nahm Allen auch unter eigenem Namen auf. Zudem begleitete er bekannte Musiker und Sänger wie Fats Waller, Jelly Roll Morton, Coleman Hawkins, Ida Cox, Lionel Hampton, Victoria Spivey und Billie Holiday.
Seit den 1940er Jahren leitete Allen seine eigene Band, mit der er bis in die späten 1950er Jahre hinein US-weit auf Tour ging. 1957 wurde die legendäre Fernsehshow „The Sound of Jazz“ aufgezeichnet, in der er u. a. neben Billie Holiday und Count Basie auftrat. 1959 schloss er sich der Band von Kid Ory an, mit der er im gleichen Jahr auch in Europa auftrat. Sein Album Feelin’ Good (1966) provozierte Don Ellis zu der Bemerkung, dass Allen „der avantgardistischste Trompeter New Yorks“ sei. Er war bis zu seinem Tod 1967 als Musiker aktiv und 1964, 1966 und 1967 in Europa unterwegs.